# 外川站

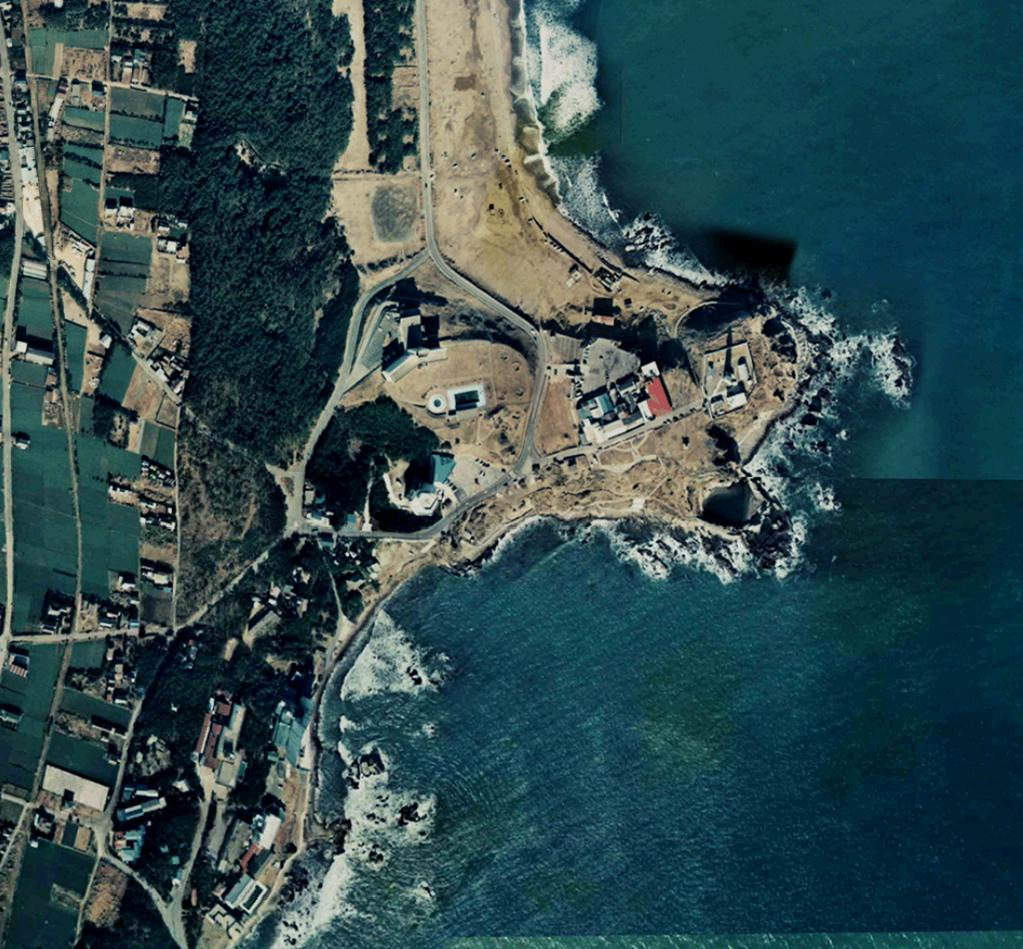
此站與犬吠埼附近的航空相片

外川站（日语：／ Tokawa eki */?）是位於千葉縣銚子市外川町，屬於銚子電氣鐵道的銚子電氣鐵道線車站。車站編號為CD10。本站為銚子電氣鐵道線的終點站。

## 歷史
- 1923年（大正12年）7月5日 - 銚子鐵道啟用。
- 1945年（昭和20年）
  - 7月20日 - 車站被空襲而受損，車站暫停營運。
  - 12月3日 - 車站恢復營業。
- 1948年（昭和23年）8月20日 - 公司名稱改變，成為銚子電氣鐵道車站。
- 2009年（平成21年）12月 - 為了可讓DeHa2000形、KuHa2500形（日语：伊予鉄道800系電車）行駛，因此月台向銚子一方延長。
- 2015年（平成27年） - 銚電取得冠名權，此站的愛稱定為多謝[1]。贊助者為早稻田屋株式會社[2]。

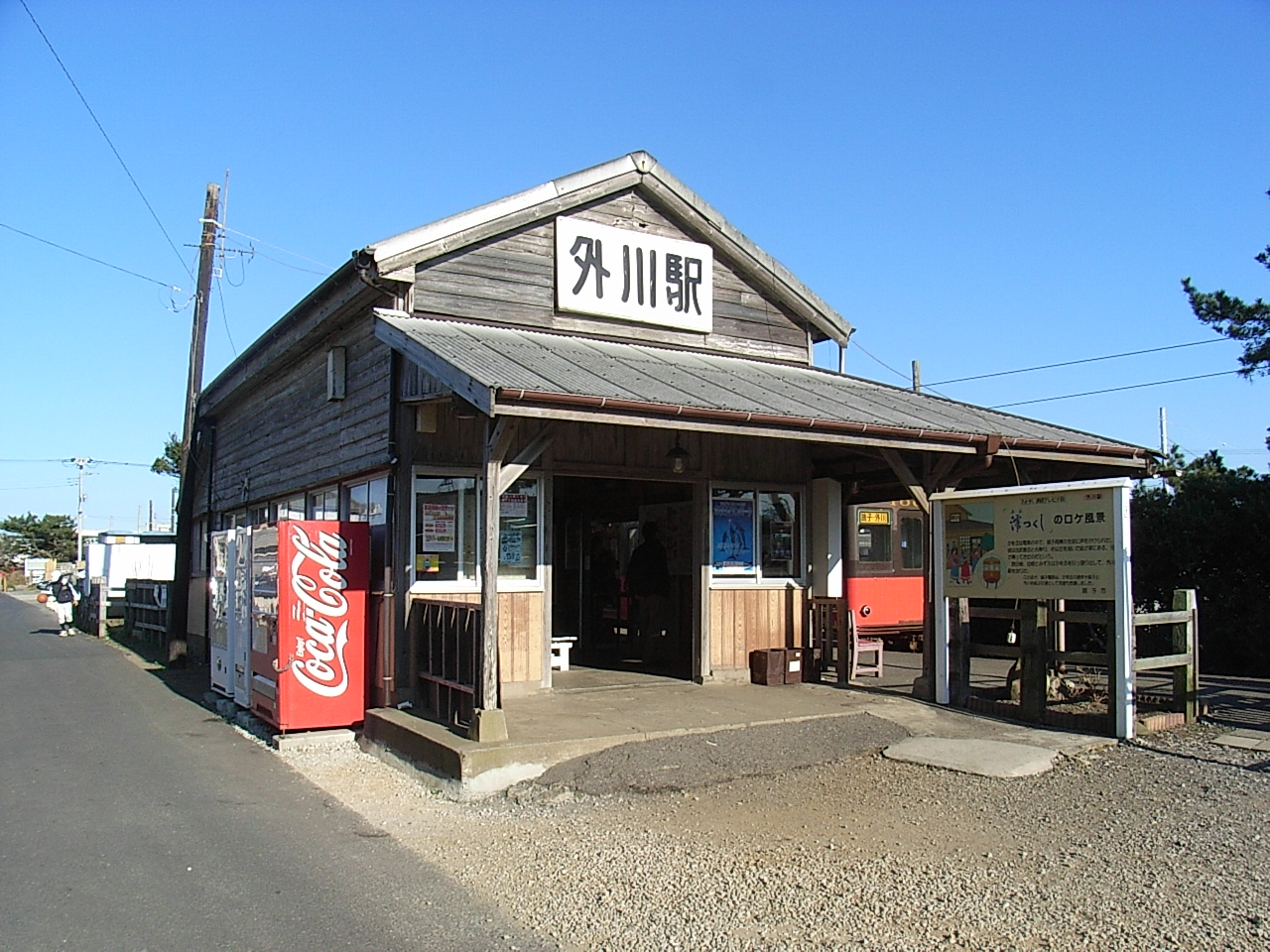
車站大樓與醬油的女兒阿香說明板（2007年1月14日）
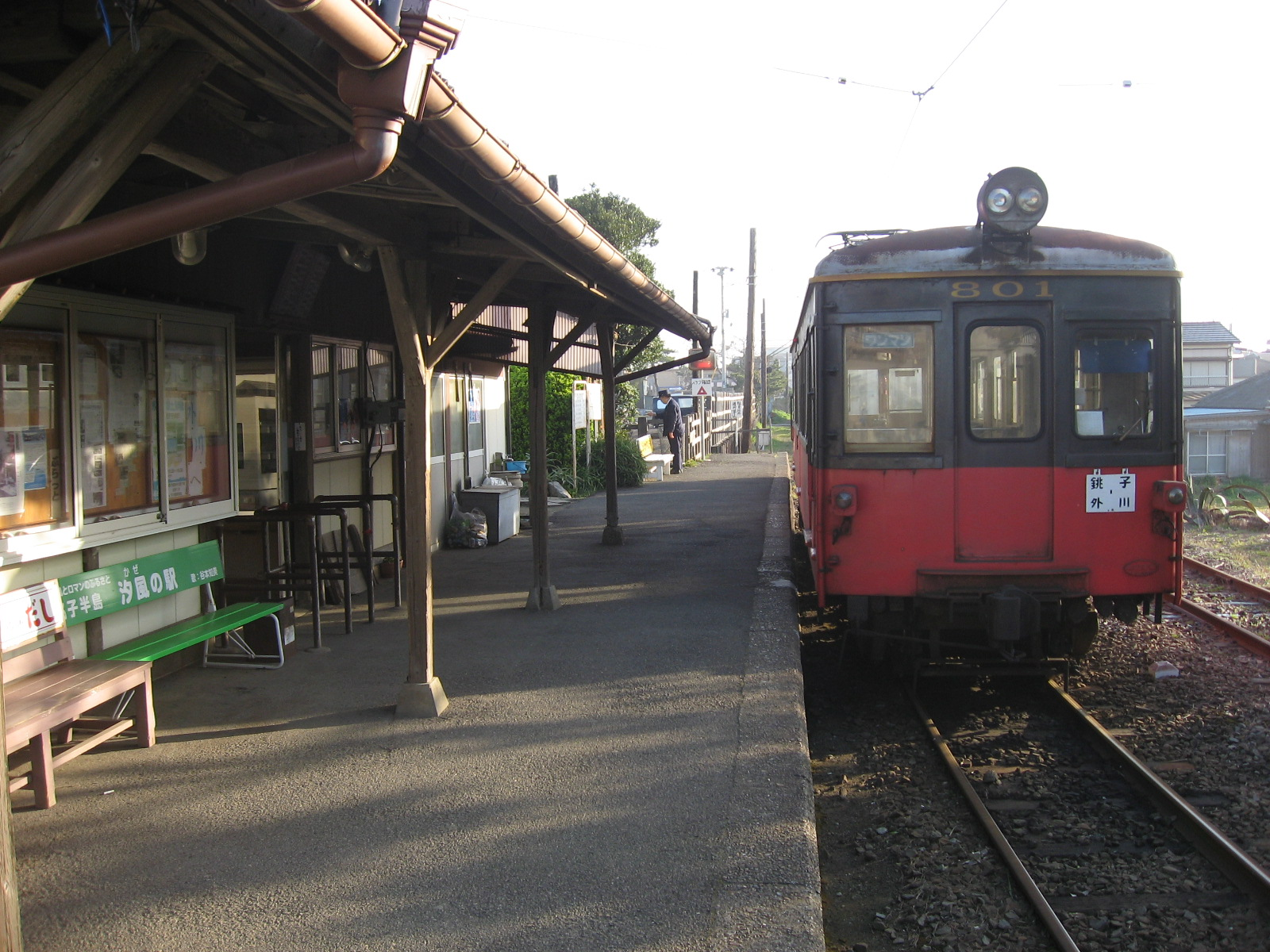
舊車站月台（2008年3月23日）

## 車站構造

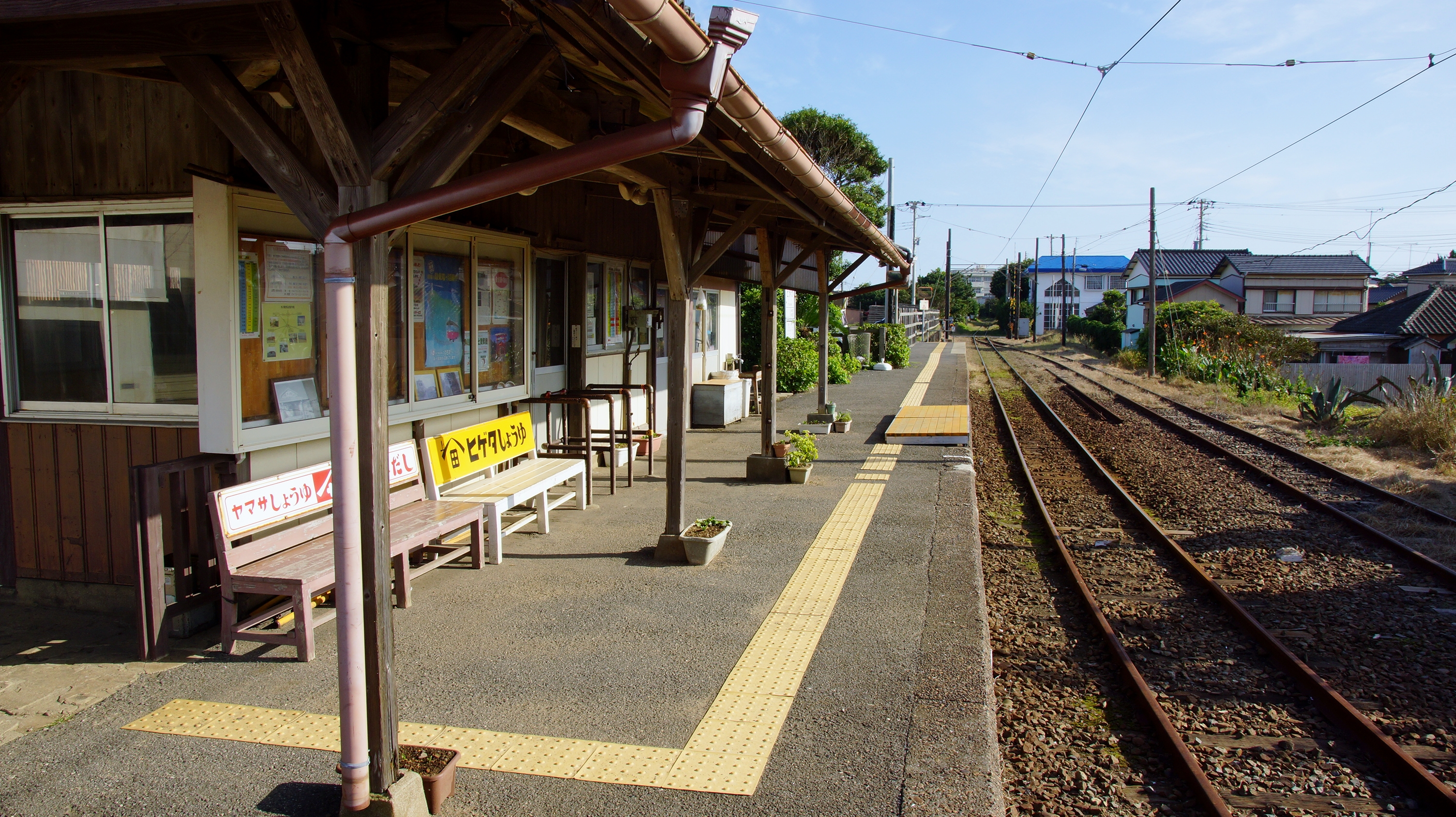
加入導盲磚後的車站大樓（2015年10月4日）

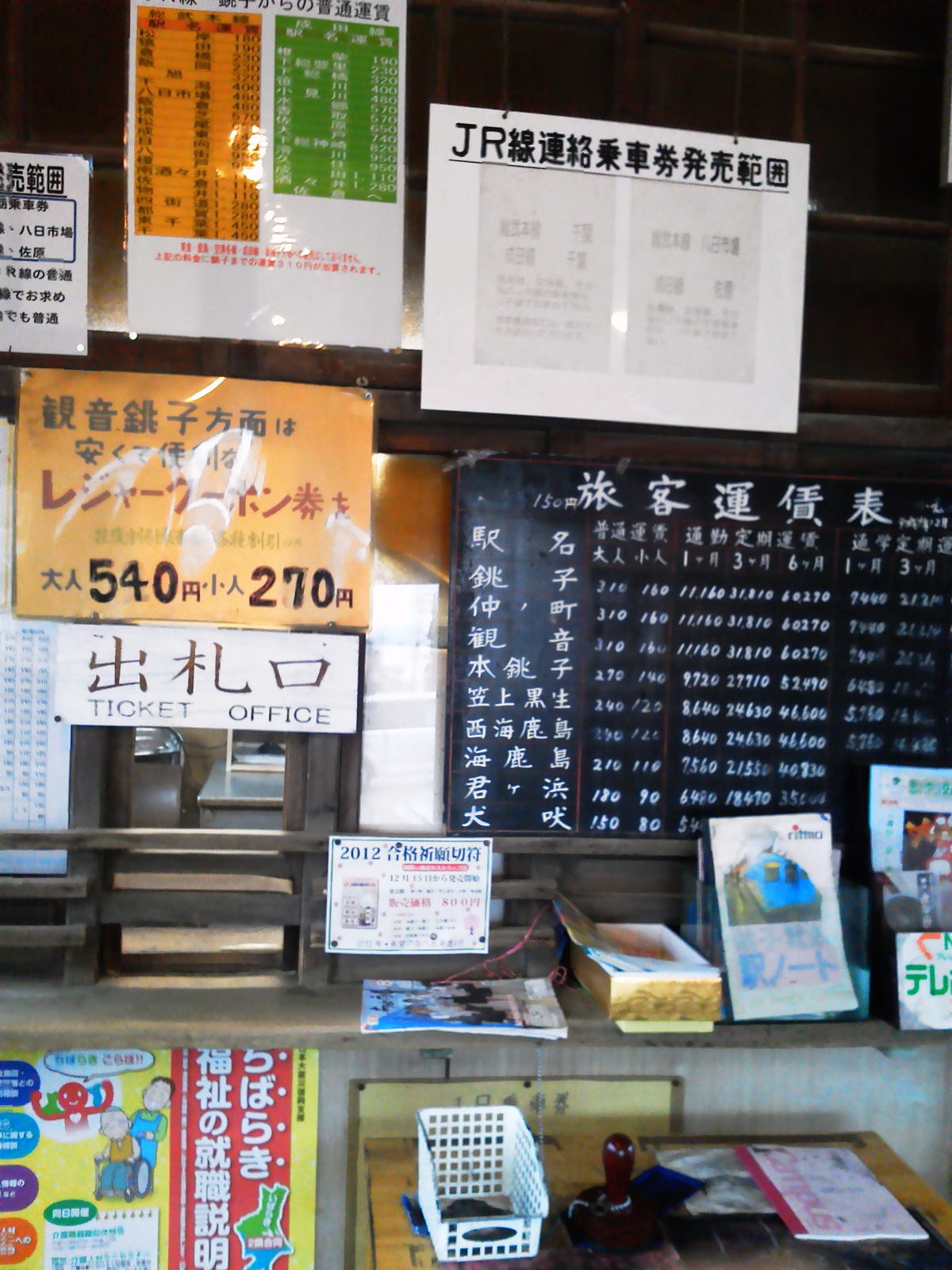
售票櫃臺（2012年1月22日）

此站是地面車站，設有1面1線的單式月台和機走線（留置線）。車站內設有飯品、雪糕自動販賣機，也設有廁所。站前設有銚子電氣鐵道直營的收費停車場。
車站大樓是彷照車站啟用當時的舊車站大樓設計，為一座木造建築物。在候車室內設有木製長椅，晚上會開燈（鎢絲膽）。另外，車站內設有外川村落的資訊板。在長椅上設有由當地居民手工製作的拜壂。此站是職員配置車站（早上和晚上沒有職員當值），可購買硬式入場票、車票和各種鐵路產品。
由於月台沒有提高高度，因此月台上落客處和月台終端的車門位置設有木製台階方便上落。月台靠近銚子一方曾經設有男女共用的臨時廁所（濕廁），後來被車站內另一座廁所取代，新廁所是男女分開的，並設有多功能廁所。
曾經在鐵路線上行走的小火車「澪標號」時代，該列車到達此站後會使用機走線進行列車替換作業。在「澪標號」停止營運後，機走線回復原本用途，在該線上停泊了準備解體的退役車輛。從前在路線設有列車夜間停泊，在2013年11月21日時間表修正起廢止。
在2016年6月，車站大樓前設置了由弓莉繪設計的「笑面之塔」紀念碑，高3.2米。
在站內的留置線中停泊了DeHa801形，該列車車身已經被腐蝕，在千葉市內的企業的協助下進行修復工程。在2017年12月23日起，免費開放給公眾進入車廂內部參觀（平日09:00至15:00，星期六、日及假日09:00至16:30）。該復修是銚子商業高等學校的「銚商夢市場項目」其中一個環節。

## 使用狀況
在2018年度1日平均乘車人次為140人，以下為乘車人次變化列表：
| 年度   | 一日平均 乗車人員 |
| ------ | ----------------- |
| 2007年 | 150               |
| 2008年 | 242               |
| 2009年 | 232               |
| 2010年 | 209               |
| 2011年 | 151               |
| 2012年 | 144               |
| 2013年 | 140               |
| 2014年 | 115               |
| 2015年 | 115               |
| 2016年 | 105               |
| 2017年 | 152               |
| 2018年 | 140               |

## 車站周邊

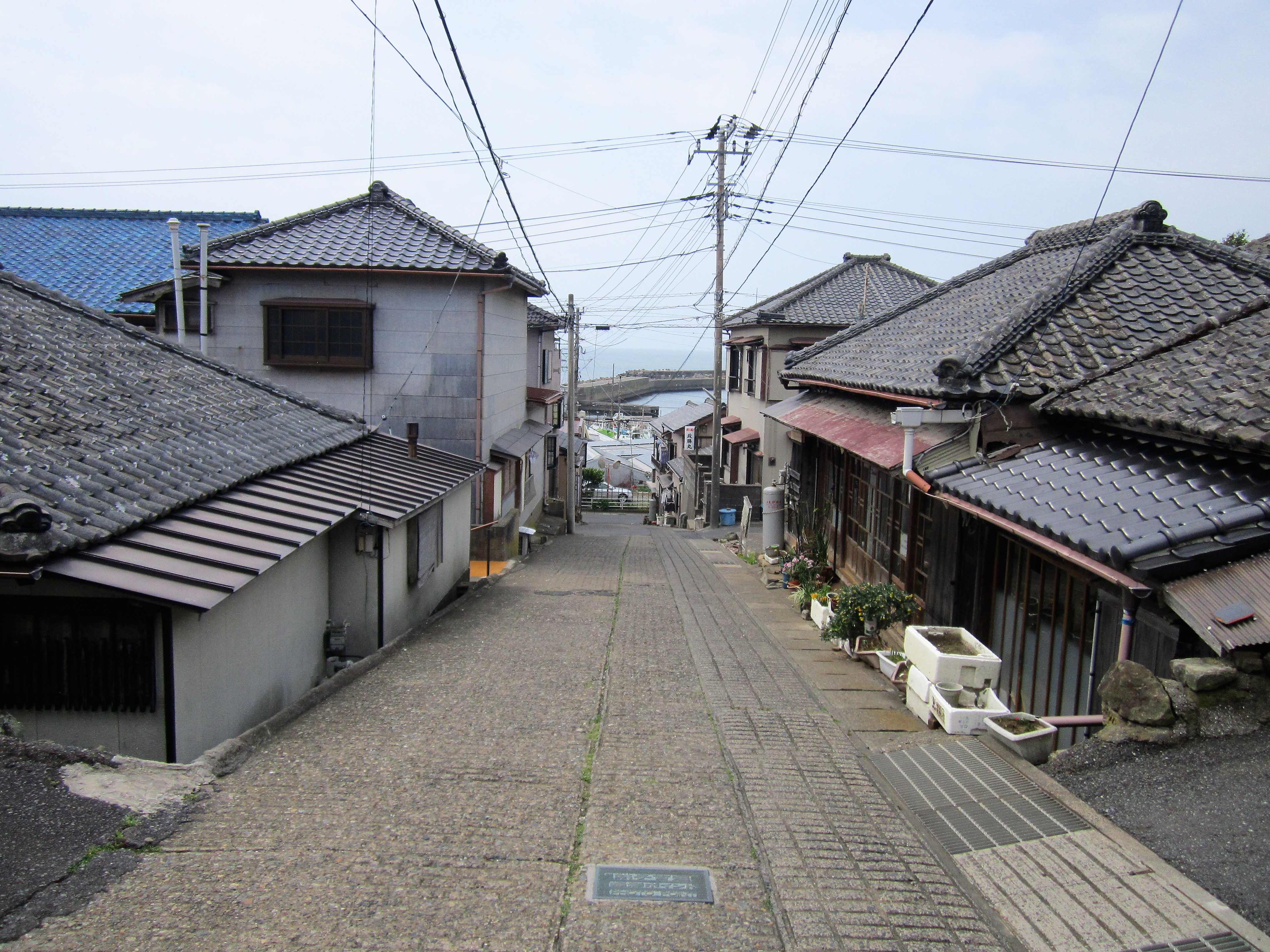
銚子外川的街道（本浦通）

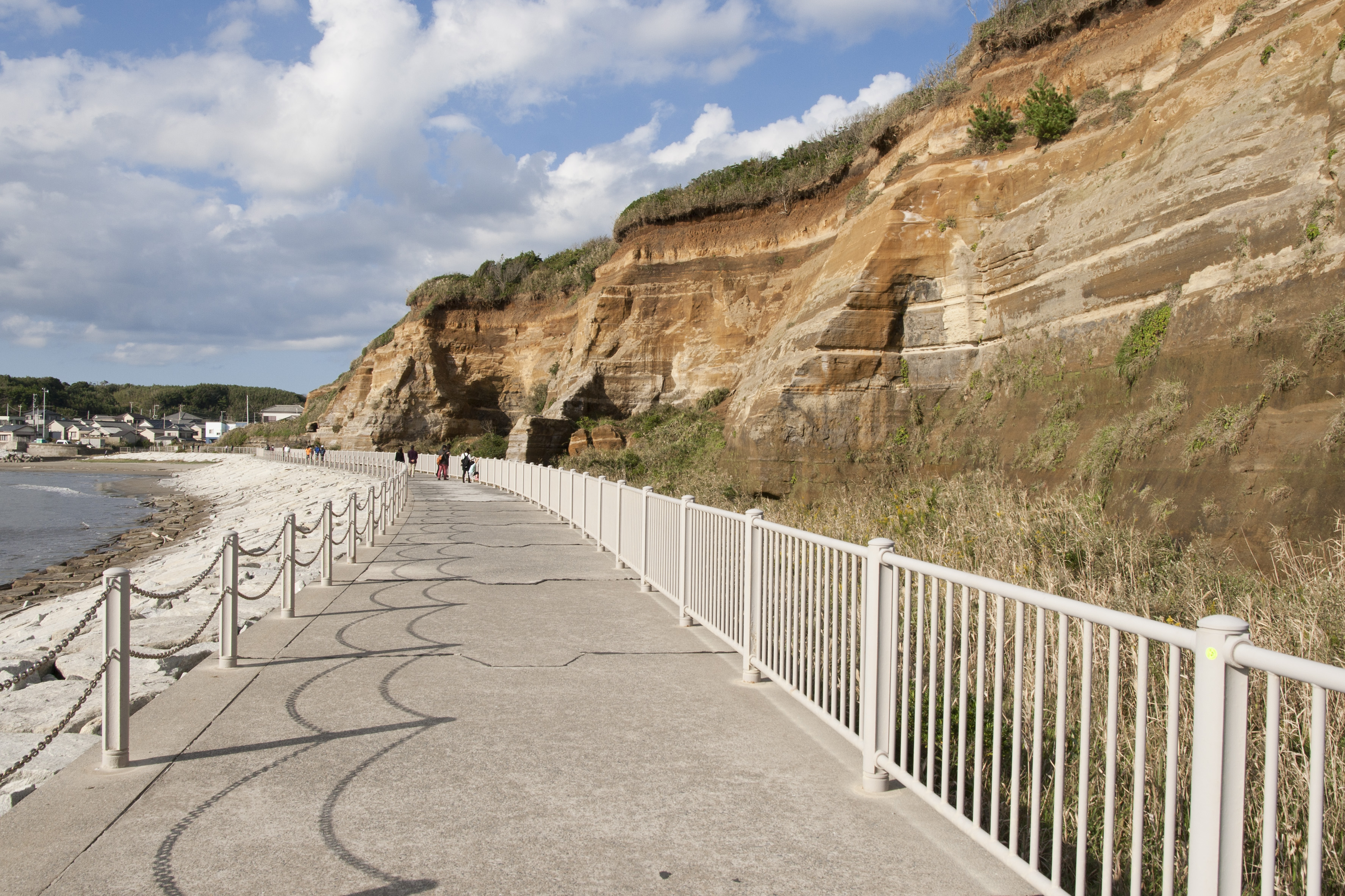
屏風浦行人道

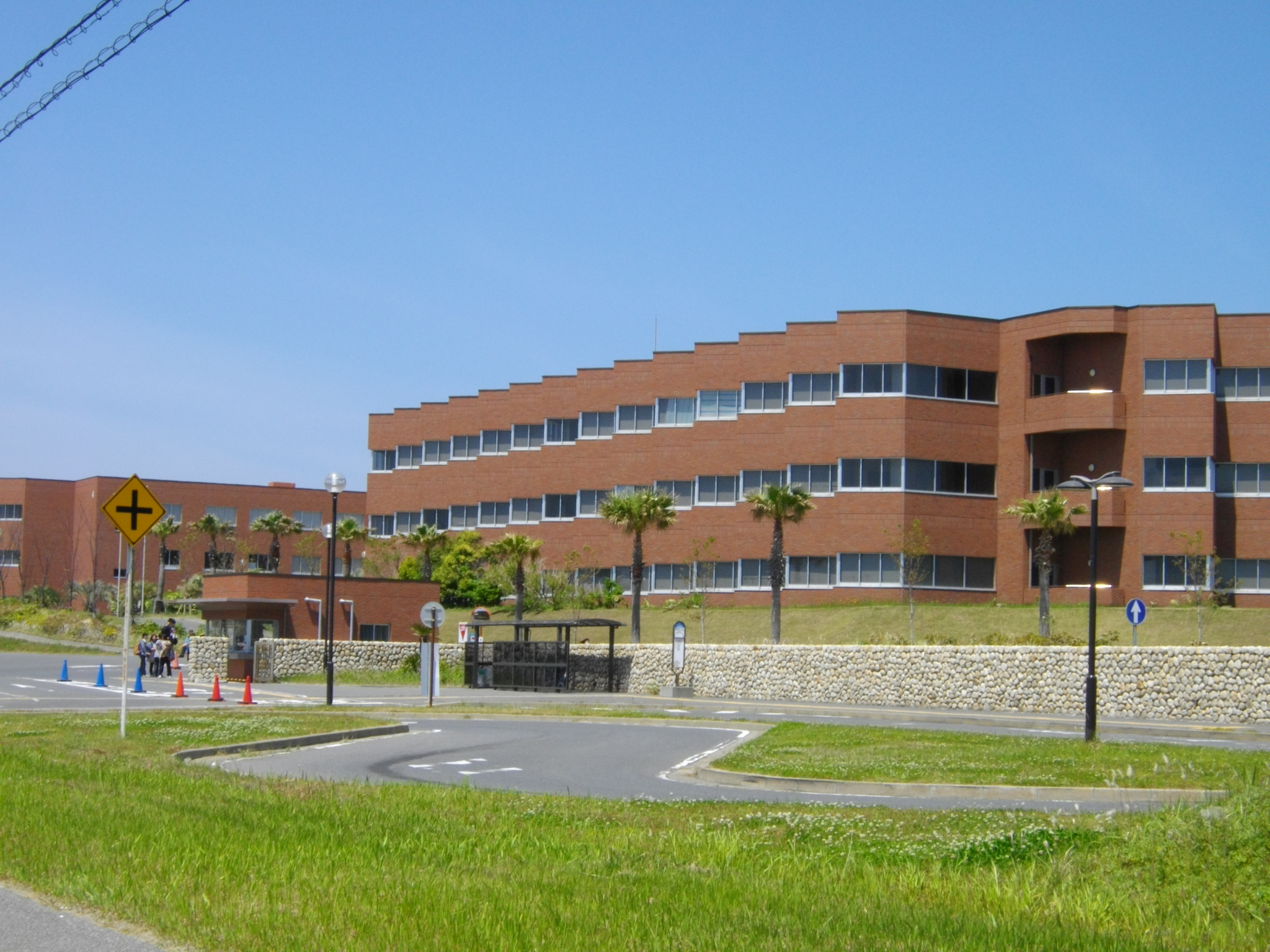
千葉科學大學（海洋校園）

車站位於外川漁村北邊。外川在江戶時代初期由崎山次郎右衛門在開設外川漁港時候同時開發。整個地區是一個平緩斜坡上。外川街道是百萬都市江戶中，江戶近郊個四個代表的街道之一，成為其中一個日本遺產（北總四都市江戶紀行）。
- 千葉縣道244號外川港線（日语：千葉県道244号外川港線）
- 千葉縣道254號銚子公園線（日语：千葉県道254号銚子公園線）
- 千葉科學大學（日语：千葉科学大学）（總部校園、海洋校園）
- 外川迷你鄉土資料館
  - 從步行約1分鐘。免費入場。館內展出了銚子的魅力，由當地志願人士無償提供場地和資料的資料館（資訊站）。在館內展出了外川觀光地資訊和歷史，在外川發掘的貝殼標本，由當地小學生製作的學級新聞（日语：学級新聞），銚子電氣鐵道線的相片，也設有觀光小冊子供旅客取閱。
- 外川郵局
  - 從車站步行約1分鐘。設有風景印章（日语：風景印）。
- 大杉神社
  - 從車站步行約7分鐘。在神社內設有外川的開祖——崎山治郎右衛門的功德碑，也設有源俊賴的歌碑。
- 長崎鼻（日语：長崎鼻 (千葉県)）、長崎海灘
  - 從車站步行約8分鐘。銚子市最南端的海岬和關東地方最東邊的海灘。附近為磯遊點和磯釣點。該處是觀看富士山的最東地點（以地上計），在冬天當天氣良好日子，可見看富士山日落（鑽石富士（日语：ダイヤモンド富士））。
- 外川漁港（日语：外川漁港）
  - 從車站步行約8分鐘。本來的用途是漁業基地，現時成為離岸捕魚的遊客專用漁船基地。設有為釣魚客專用設施。
- 渡海神社（日语：渡海神社）
  - 從車站步行約18分鐘。在709年（和銅2年）建立的古老神社。祭神是大綿津見神和猿田彥命。神社內設有在學術上珍貴的頂極群落。成為縣指定的自然紀念物。
- 屏風浦
  - 從車站步行約20分鐘。長約10公里的懸崖峭壁（懸崖）。被稱為東洋多佛的景點。
- 銚子碼頭
  - 從車站步行約25分鐘。設有遊艇等用作遊船停泊設施。也設有海濱大道、海濱公園和海灘。
- 銚子海洋研究所、世界最小水族館（日语：世界一ちっちゃな水族館）
  - 鄰接銚子碼頭。設有觀光客而設的觀看海豚和鯨魚設施。也設有郵輪服務，提供觀看日落航線。在毎年6月的全日本噴射運動大會，7月的金田節均會在該處舉行。在研究所內設有世界最小水族館。
- 銚子碼頭停車場
- 犬岩、千騎岩

## 巴士路線
| 乘車處   | 系統   | 主要途經                  | 目的地 | 巴士公司   | 備註 |
| -------- | ------ | ------------------------- | ------ | ---------- | ---- |
| 外川車廠 | 外川線 | 犬吠、愛宕町4丁目、陣屋町 | 銚子站 | 千葉交的士 |      |

## 取景作品
此站設有古老車站大樓，因此成為了許多作品的取景地。
- NHK的早上連續電視小說《醬油的女兒阿香》在此站取景。在站前設有說明板。
- 電影劇《時效警察歸來》、《演歌之女王（日语：演歌の女王）》、《最後的朋友》、《車站便當刑事·神保德之助（日语：駅弁刑事・神保徳之助）》，DVD劇集《鐵道物語3》，堀江由衣的第七隻單曲CD《Days（日语：Days (堀江由衣の曲)）》均出現此站的車站大樓。
- 押見修造的漫畫《惡之華》中，春日高男與仲村佐和會面的場面中，出現了此站的車站大樓。
- 概念CD專輯的第5首曲《鄉愁》出現了此站場景。
- TOMYTEC（日语：トミーテック）「建築物收藏（日语：建物コレクション）」第8彈的「站A」中，得到銚子電氣鐵道協助下，使用了此站作為模型。

## 相鄰車站
銚子電氣鐵道
■銚子電氣鐵道線
犬吠（CD09）－外川（CD10）

## 注腳
1. ↑  . www.choshi-dentetsu.jp.   [2019-11-27]. （原始内容存档于2020-11-26） （日语）.
2. ↑  銚電ネーミングライツ （页面存档备份，存于）（日語）
3. ↑  . 銚子電気鉄道.   [2018年7月2日]. （原始内容存档于2020年12月3日） （日语）.
4. ↑  千葉縣統計年鑑（平成20年） （页面存档备份，存于）（日語）
5. ↑  千葉縣統計年鑑（平成21年） （页面存档备份，存于）（日語）
6. ↑  千葉縣統計年鑑（平成22年） （页面存档备份，存于）（日語）
7. ↑  千葉縣統計年鑑（平成23年） （页面存档备份，存于）（日語）
8. ↑  千葉縣統計年鑑（平成24年） （页面存档备份，存于）（日語）
9. ↑  千葉縣統計年鑑（平成25年） （页面存档备份，存于）（日語）
10. ↑  千葉縣統計年鑑（平成26年） （页面存档备份，存于）（日語）
11. ↑  千葉縣統計年鑑（平成27年） （页面存档备份，存于）（日語）
12. ↑  千葉縣統計年鑑（平成28年） （页面存档备份，存于）（日語）
13. ↑  千葉縣統計年鑑（平成29年） （页面存档备份，存于）（日語）
14. ↑  千葉縣統計年鑑（平成30年） （页面存档备份，存于）（日語）
15. ↑  千葉縣統計年鑑（令和元年） （页面存档备份，存于）（日語）

## 外部連結
- 銚子電鐵沿線指南 （页面存档备份，存于）（日語）